# Myomyscus yemeni
Myomyscus yemeni är en däggdjursart som beskrevs av Sandborn och Harry Hoogstraal 1953. Myomyscus yemeni ingår i släktet Myomyscus och familjen råttdjur. Inga underarter finns listade i Catalogue of Life.
Populationen klassificerades en längre tid som underart till Myomyscus brockmani. Nyare verk som Mammal Species of the World (2005) och Handbook of the Mammals of the World (2017) listar den som art.

## Utseende
Vuxna exemplar är 7,8 till 12 cm långa (huvud och bål) och har en 15,1 till 18 cm lång svans. Bakfötterna är 2,3 till 2,8 cm långa och öronen är 2,0 till 2,6 cm stora. Viktuppgifter saknas. Detta råttdjur kännetecknas av en smal kroppsbyggnad. Den ljusbruna pälsen på ovansidan är mörkast på ryggens topp och den får samma färg som lera fram till bålens sidor. Det finns en tydlig gräns mot den vita undersidan. Den vita färgen når vid nosen upp till övre läppen. Även extremiteterna är vita med undantag av utsidan som är färgad som lera. Den långa svansen har en ljus gråbrun ovansida samt en ljusbrun undersida. Myomyscus yemeni har gråa öron. Hos honor förekommer fyra par spenar.
Myomyscus yemeni har ett större kranium än Myomyscus brockmani och en ljusare pälsfärg.

## Utbredning
Denna gnagare förekommer på Arabiska halvön i västra Jemen och sydvästra Saudiarabien. Habitatet utgörs av bergstrakter med några buskar som växtlighet.

## Ekologi
Reviret har i genomsnitt en storlek av 1400 m². Denna gnagare äter främst blad och unga växtskott. Dessutom ingår frön, insekter, spindeldjur, små ödlor och taggmöss (Acomys) i födan. Hos ett exemplar dokumenterades en groda av arten Hyla savignyi i mag- och tarmkanalen. Fortplantningen sker mellan oktober och juli men de flesta ungar föds under regntiden. Honor är oftast med fem embryon dräktiga.

## Bevarandestatus
För beståndet är inga hot kända men populationens storlek är likaså okänd. IUCN listar Myomyscus yemeni med kunskapsbrist (DD).